# 宇田東植
宇田 東植（うだ とうしょく、1948年8月23日 - ）は、東京都杉並区出身 の元プロ野球選手（投手）・コーチ、解説者。
在日韓国人で、韓国名は朱 東植（チュ・ドンシク、주동식）。

## 経歴
現在は北朝鮮になっている咸鏡南道出身の父と日本人の母の下に生まれたが、両親は宇田が5歳の時に離婚し、父が宇田を引き取った。父の当時の仕事は、立川基地にいた進駐軍兵士からPXの横流れ品を買うブローカーであり、昼は荻窪の市場で店を開き、夜は買い出しに出かけたため、ほとんど一日、家にいなかった。
小学生の時は音楽部の部長を務め、NHKの子供音楽コンクールに出場するなど、音楽活動を行っていた。杉並区立杉並中学校入学後に野球を始め、ポジションは三塁手であった。
拓大一高進学後に投手に転向し、井上洋一と同期で、1964年には夏の東東京大会3回戦でノーヒットノーランを達成。
高校卒業後は1967年に中央大学へ進学し、同期の杉田久雄の控えであり、4年次の1970年秋には明治神宮大会準々決勝で杉田の後に登板。東都大学野球リーグで通算35試合登板・9勝3敗を記録したが、大学の1年先輩には末永正昭、1年後輩に榊原良行、杉田以外の同期には石渡茂がいる。
大学卒業後は1971年に本田技研へ入社し、チームは都市対抗野球に出場したが、宇田の出番は無かった。
1971年のドラフト4位で東映フライヤーズに入団。1年目の1972年には自主トレーニング初日に「あんな速い球、受けれんわ…」とベテラン捕手の岡村浩二を驚かせたが、宇田は「僕ら新人は一日でも早く認めてもらわないといけないでしょう。だから始めからビュンビュン飛ばして目につくようにやっているんです」と計算して速球を投げた。宇田の新人離れした強心臓を見て、山根俊英一軍投手コーチは「新人の中で即戦力としてはナンバーワンだ。それに根性もいい。まったく楽しみなルーキー」と目を細めることしきりであった。田宮謙次郎監督も「一目みただけで、これは掘り出し物と感じた」と喜んだが、シーズン開幕後は主に敗戦処理が中心の起用となる。敗戦処理でマウンドに上がった時に必死で抑えるために牽制すると、野手から「宇田っ!テメェ何やってんだ!早く帰りたいからさっさと投げろ!」と返されたこともあった。
1年目の1972年は二軍ではイースタン・リーグ最優秀防御率のタイトルを獲得し、2年目の1973年には七色のユニフォームを着用したが、マネージャーから「明日は何色」と言われても、他の選手と同様に訳がわからなかった。
1975年8月27日の太平洋戦（平和台）にジョージ・カルバーのリリーフで初勝利を挙げ、9月6日のロッテ戦（宮城）では初先発・初完投勝利で2勝目をマーク。
1976年は僅か1試合の登板で0勝、1977年には13試合に登板したものの2年連続0勝に終わるが、契約更改では粘って年俸は320万円と前年より20万もアップさせた。
1978年には5月4日のクラウン戦（平和台）に先発し、山村善則から2号ソロ本塁打を浴びたものの、3年半ぶりの勝利を挙げた。同24日の阪急戦（西宮）では3年半ぶりの完投勝利で2勝目を挙げたものの、7月には3連敗を喫す。
1979年には新山隆史一軍投手コーチとマンツーマンで腰の回転を研究し、これまでアンダースローでありながら腰の回り方がオーバースローに近いものであったが、アンダースローに合った腰の回転に矯正。エースの高橋直樹と見間違うほどフォームは似たが、ストレートと大小2種類のカーブに落ちるシュート・シンカーを武器に、先発7試合を含む自己最多の39試合に登板し、規定投球回もクリア。前年までの7年間で通算2勝であったが、一気に自己最高の9勝を挙げ、防御率3.47はリーグ7位に入った。対戦成績では9勝中4勝が西武、後の4勝がロッテ・南海から1勝ずつ挙げたものであった。月間成績では8月に4勝、5月と9月に2勝ずつ挙げた。
5月24日の南海戦（後楽園）で勝利し2年連続で父の誕生日に勝ち星を挙げ、自身の誕生日である8月23日のロッテ戦（後楽園）ではロッテが同点に持ち込んだ後の4回から登板し、マウンドに上がる際には「今日は宇田投手の誕生日です。皆さんご声援を」というアナウンスが流れ、スタンドは沸いた。2本塁打を打たれたものの、最後まで投げ切って5勝目をマーク。
1980年5月13日の西武戦（後楽園）では0-0の6回裏、ここまで打率.211と不振の柏原純一がチーム初安打となる4号3ラン本塁打を放って援護したこともあり、9年目の初完封勝利をマーク。一方の西武先発・柴田保光はあわやノーヒットノーランの好投も1球に泣き、試合後には「二度とこんな経験はしたくない」と悔しがった。
リーグ優勝した1981年は5月18日の阪急戦（後楽園）で先発するも一死も取れないまま打球を受けて降板するなど8試合登板に終わったが、ロッテとのプレーオフでは5戦中2戦に登板し、10月12日の第4戦（川崎）で水上善雄にダメ押しの3ラン本塁打を浴びている。全試合後楽園で行われた巨人との日本シリーズでは、同21日の第4戦で4番手に登板。1点ビハインドの6回からマウンドに上がって好投していたが、7回に先頭打者の河埜和正へ四球を与えてしまう。宇田は河野を牽制で刺そうとするが、一、二塁に挟まれた河埜は柏原のまずい対応で生きた上に二塁に進み、盗塁が記録される。河埜がさらに中畑清の遊撃ゴロで三塁を狙ったことが高代延博の野選を誘って1死一、三塁の好機を作った。宇田は降板し、結局、この回の巨人は、5番手の杉山知隆から淡口憲治の適時二塁打、原辰徳の3点本塁打と山倉和博との連続本塁打で試合を決めた。
1982年1月には榊原良行との交換トレードで阪神タイガースに移籍し、中継ぎとして29試合に登板。同年シーズンオフには残留予定であったが、張本勲から「韓国のプロ野球2年目だからやらないか」「こっち（韓国）で指導者を求めている」と韓国プロ野球に誘われる。最初は「いや阪神で2年目のハンコ押してます」と断ったが、張本は「なんとかするから」と返した。その後に宇田は当時33歳で「日本でやってもあと2、3年かな」と思って父に相談したところ、「最後に俺の国でやってくれ」と言われ、宇田は移籍を決意。宇田も日本のプロの技術や経験などを教えたいという気持ちになったからであり、契約金が入団のきっかけではなかった。
1983年からは家族も連れて行く形でヘテ・タイガースに移籍し、韓国名「朱東植」を登録名としてプレー。
球団本拠地の光州は百貨店やコンビニもなく、自動車もあまり走っていなかった。入団して1ヶ月目には食物と水が合わず、下痢を繰り返した。
妻は韓国語を耳で解せても、話せず、光州の住人も外国人との応対に慣れていなかった。妻が市場に買物に行くと、日本人嫌いの店主に釣り銭をごまかされたりしたほか、4月に開業した市内初のスーパーも、それまでは鮮魚でも台の上やカゴの中に入っている市場スタイルであったため、食事の衛生管理に人一倍注意しなければならない選手の妻として、メニューに苦労した。
球団の世話で入ったアパートも電灯の紐を引っ張ったところ電灯ごと落ちてきたほか、電気釜やテレビをつけただけでブレーカーが落ちるなど、宇田はやりきれない気分になり、暗闇の中でしばし茫然となった。アパートの設備も悪かったため、ソウルにアパートを借りてくれと申し入れた。
監督・コーチから攻め方の指示などアドバイスはなく、当時はビデオも無かったため、自分で投げて特徴・感覚を掴んだ。最初は言葉も分からなかったため、右、左で背番号は何番とノートにつけ、後は素振りのスイングを見て、相手の好きなコースを探したりしていた。
4月13日のロッテ戦（九徳）では初勝利目前の延長11回に金用熙にバックスクリーンの右へ消えるサヨナラ本塁打を打たれたが、金茂宗（木本茂美）とバッテリーを組み、同年は30試合登板・7勝3セーブを挙げる。韓国シリーズでは2勝をマークして優勝に貢献し、表彰式では宇田と木本の2人に三美の福士敬章（張明夫）が近づき「良かった」「来た甲斐があった」と声をかけ、そのまま3人で泣いた。
シリーズ前にはシリーズが終わった翌日に日本に帰ると決め、シリーズの途中にはコーチがホテルの宇田と木本が宿泊する部屋に来て、日本語で「二人ともよくやってくれた。あなたたちのおかげでチームがよくなった。」と感謝の言葉を言われて感動した。
1984年にはシーズン中でありながら日本に帰国し、同年限りで現役を引退。
引退後はTCN制作日本ハム戦中継レギュラー解説者（1989年 - 2001年）を務め、テレビ埼玉「TVSヒットナイター」、千葉テレビ「CTCダイナミックナイター」、GAORA「熱パ プロ野球中継」、スポーツ・アイ ESPN「POWER BASEBALL」に出演。東京ドームの日本ハム戦で顔を見ない日は無いほど密着取材し、軽妙なトークが魅力的で、日本ハムファンにも馴染みが深かった。ライオンズがリーグ3連覇を達成した1992年9月30日の西武戦（東京D）、松坂大輔がプロ初登板で初勝利を飾った1999年4月7日の西武戦（東京D）を解説した。
2002年には現役時代のチームメイトで親しかった金城漢が監督を務める古巣・起亜の投手コーチに就任し、18年ぶりに韓国球界に復帰。2003年退任。
帰国後はテレビ埼玉解説者（2004年 - 2006年）を務め、四国アイランドリーグ・高知ファイティングドッグスにミン・キファンを紹介したほか、李承燁が来日する際にも相談を受けるなど、日本でプレーする韓国人選手の良き相談相手でもあった。

## 詳細情報

### 年度別投手成績
| 年 度     | 球 団              | 登 板 | 先 発 | 完 投 | 完 封 | 無 四 球 | 勝 利 | 敗 戦 | セ 丨 ブ | ホ 丨 ル ド | 勝 率 | 打 者 | 投 球 回 | 被 安 打 | 被 本 塁 打 | 与 四 球 | 敬 遠 | 与 死 球 | 奪 三 振 | 暴 投 | ボ 丨 ク | 失 点 | 自 責 点 | 防 御 率 | W H I P |
| --------- | ------------------ | ----- | ----- | ----- | ----- | -------- | ----- | ----- | -------- | ----------- | ----- | ----- | -------- | -------- | ----------- | -------- | ----- | -------- | -------- | ----- | -------- | ----- | -------- | -------- | ------- |
| 1972      | 東映 日拓 日本ハム | 12    | 0     | 0     | 0     | 0        | 0     | 0     | --       | --          | ----  | 70    | 16.2     | 20       | 4           | 4        | 1     | 1        | 10       | 0     | 0        | 11    | 9        | 4.86     | 1.44    |
| 1973      | 東映 日拓 日本ハム | 12    | 0     | 0     | 0     | 0        | 0     | 0     | --       | --          | ----  | 104   | 22.1     | 27       | 5           | 8        | 1     | 2        | 9        | 0     | 3        | 19    | 15       | 6.04     | 1.57    |
| 1974      | 東映 日拓 日本ハム | 2     | 0     | 0     | 0     | 0        | 0     | 0     | 0        | --          | ----  | 7     | 2.0      | 2        | 0           | 0        | 0     | 0        | 2        | 0     | 0        | 1     | 0        | 0.00     | 1.00    |
| 1975      | 東映 日拓 日本ハム | 18    | 2     | 1     | 0     | 0        | 2     | 2     | 0        | --          | .500  | 223   | 51.0     | 61       | 5           | 9        | 0     | 6        | 13       | 0     | 0        | 29    | 22       | 3.88     | 1.37    |
| 1976      | 東映 日拓 日本ハム | 1     | 0     | 0     | 0     | 0        | 0     | 0     | 0        | --          | ----  | 17    | 3.1      | 4        | 0           | 1        | 0     | 0        | 0        | 0     | 0        | 1     | 0        | 0.00     | 1.50    |
| 1977      | 東映 日拓 日本ハム | 13    | 4     | 0     | 0     | 0        | 0     | 1     | 0        | --          | .000  | 157   | 37.2     | 38       | 4           | 7        | 0     | 2        | 9        | 1     | 0        | 19    | 19       | 4.54     | 1.19    |
| 1978      | 東映 日拓 日本ハム | 15    | 9     | 2     | 0     | 1        | 2     | 3     | 0        | --          | .400  | 232   | 54.0     | 68       | 7           | 8        | 0     | 4        | 16       | 0     | 0        | 35    | 30       | 5.00     | 1.41    |
| 1979      | 東映 日拓 日本ハム | 39    | 7     | 2     | 0     | 0        | 9     | 3     | 0        | --          | .750  | 555   | 135.0    | 151      | 15          | 20       | 3     | 7        | 34       | 0     | 0        | 61    | 52       | 3.47     | 1.27    |
| 1980      | 東映 日拓 日本ハム | 22    | 12    | 2     | 1     | 0        | 3     | 6     | 0        | --          | .333  | 348   | 84.0     | 89       | 11          | 14       | 2     | 1        | 37       | 0     | 0        | 35    | 33       | 3.54     | 1.23    |
| 1981      | 東映 日拓 日本ハム | 8     | 5     | 1     | 0     | 0        | 0     | 3     | 0        | --          | .000  | 114   | 23.2     | 37       | 3           | 3        | 1     | 3        | 9        | 0     | 0        | 21    | 16       | 6.08     | 1.69    |
| 1982      | 阪神               | 29    | 0     | 0     | 0     | 0        | 0     | 1     | 0        | --          | .000  | 173   | 42.0     | 35       | 5           | 11       | 1     | 4        | 16       | 0     | 0        | 15    | 12       | 2.57     | 1.10    |
| 1983      | ヘテ               | 30    | 21    | 3     | 2     |          | 7     | 7     | 3        | --          | .500  | 599   | 134.1    | 133      | 14          | 38       | 0     | 9        | 56       |       |          | 60    | 50       | 3.35     | 1.27    |
| 1984      | ヘテ               | 18    | 10    | 4     | 2     |          | 6     | 5     | 0        | --          | .545  | 333   | 83.1     | 74       | 4           | 21       | 4     | 3        | 27       |       |          | 23    | 21       | 2.27     | 1.14    |
| NPB：11年 | NPB：11年          | 171   | 39    | 8     | 1     | 1        | 16    | 19    | 0        | --          | .457  | 2000  | 471.2    | 532      | 59          | 85       | 9     | 30       | 155      | 1     | 3        | 247   | 208      | 3.97     | 1.31    |
| KBO：2年  | KBO：2年           | 48    | 31    | 7     | 4     |          | 13    | 12    | 3        | --          | .520  | 932   | 217.2    | 207      | 18          | 59       | 4     | 12       | 83       |       |          | 83    | 71       | 2.94     | 1.22    |

- 東映（東映フライヤーズ）は、1973年に日拓（日拓ホームフライヤーズ）に、1974年に日本ハム（日本ハムファイターズ）に球団名を変更

### 記録
- 初登板：1972年4月28日、対ロッテオリオンズ4回戦（後楽園球場）、9回表に6番手で救援登板・完了、1回無失点
- 初奪三振：同上、9回表に有藤通世から
- 初勝利：1975年8月27日、対太平洋クラブライオンズ後期11回戦（平和台野球場）、4回裏2死に2番手で救援登板・完了、5回1/3を1失点
- 初先発・初先発勝利・初完投勝利：1975年9月6日、対ロッテオリオンズ後期7回戦（宮城球場）、9回1失点
- 初完封勝利：1980年5月13日、対西武ライオンズ前期8回戦（後楽園球場）

### 背番号
- 14 （1972年 - 1981年）
- 27 （1982年）
- 15 （1983年 - 1984年）